# Rafael Pérez Martínez
Rafael Ernesto Pérez Martínez (Bucaramanga, 5 de abril de 1922-Bucaramanga, 16 de enero de 2012) fue un político y empresario colombiano. 
Hijo de Carlos Pérez Rojas e Isabel Martínez Collazos, graduado de bachiller del colegio Guanentá de San Gil.
Fue gerente de la Empresa Licorera de Santander en 1955. Como Alcalde de Bucaramanga entre 1960 y 1961, se destacó por remodelar el estadio de fútbol, ampliar las carreras 27 y 33, apoyar la creación del equipo de fútbol Atlético Bucaramanga y adquirir los predios para fundar el barrio La Libertad.
Remplazó a Jaime Trillos como Gobernador de Santander por el resto del periodo de la presidencia de Misael Pastrana, destacándose por culminar las obras e inaugurar el aeropuerto de Palonegro en Lebrija, ejecutado por el expresidente Rubén Piedrahíta Arango. Colaboró en la fundación del Atlético Bucaramanga, del cual fue su primer presidente.
El doctor Martínez se había casado en 1952 con Beatriz Sanmiguel y fue padre de 6 hijos. 